# Lego Icons
Lego Icons (tidligere kendt som Lego Creator Expert og ofte omtalt som Lego Expert eller Creator Expert) er en produktlinje produceret af den danske legetøjskoncern LEGO, der blev introduceret i 2000.
Serien er målrettet teenagere og voksne, og blev lanceret i 2000 uden et etbaleret logo eller ikon. Serien indeholder store modeller af flyvemaskiner, skulpturer, bygninger og biler, og modellerne indeholder avancerede byggeteknikker og mange specialelementer. Creator Expert bliver betragtet som en udfordring for både målgruppen og for Lego designere. Alle sæt i temaet er klassificeret i undertemaer, ligesom Creator Expert i sig selv er et undertema til Lego Creator.
Et særligt undertema er Lego Modular Buildings.
Blandt andre undertemaerne er Adidas, Castle System, Trains (sæt med forskellige tog), Maersk, Vestas, Licensed, Space (et mindre antal sæt med rumskibe fra den virkelige verden) og Space System.

## Undertemaer

### Bygninger
- 10189 Taj Mahal (2008)
- 10214 Tower Bridge (2010)
- 10234 Sydney Opera House (2013)
- 10253 Big Ben (2016)
- 10256 taj Mahal (2017)
- 10276 SQPR Colosseum (2020)
- 10272 Old Trafford - Manchester United (2020)
- 10284 Camp Nou - FC Barcelona (2021)

### Forlystelser
- 10247 Ferris Wheel (2015)
- 10257 Carousel (2017)
- 10261 Roller Coaster (2018)
- 10273 Haunted House (2020)

### Køretøjer
- 10242 MINI Cooper (2014)
- 10248 Ferrari F40 (2015)
- 10252 Volkswagen Beetle (VW Beetle) (2016)
- 10258 London Bus (2017)
- 10262 James Bond Aston Martin DB5 (2018)
- 10264 Ford Mustang (2019)
- 10269 Harley-Davidson Fat Boy
- 10271 Fiat 500 (2020) - lysegul version
- 10279 Volkswagen T2 Camper Van (VW Bus)
- 10290 Pickup Truck
- 10295 Porsche 911
- 77942 Fiat 500 (2021) - lyseblå version
- 10298 Vespa 125
- 10304 Chevrolet Camaro Z28

### Botanik
- 10280 Flower Bouquet
- 10281 Bonsai Tree
- 10289 Bird of Paradise
- 10309 Succulents
- 10311 Orchid
- 10313 Wildflower Bouquet
- 10314 Dried Flower Centrepiece
- 40460 Roses
- 40461 Tulips
- 40524 Sunflowers
- 40646 Daffodils